# Saint-André-de-Cubzac
Saint-André-de-Cubzac es un municipio francés, situado en el departamento de Gironda y la región Aquitania, y muy cercano a la ciudad de Burdeos. Su población en 1999 contaba con 7.234 habitantes.
Alberga en su cementerio la tumba de Jacques-Yves Cousteau, el famoso oceanógrafo. Está hermanado con un pueblo llamado Albatera, situado en la provincia de Alicante, en España.

## Geografía
- Altitud: 28 metros.
- Latitud: 45° 58' 59" N
- Longitud: 0° 27' O

Situado en la región histórica de la Dordoña, famosa por sus puentes que surca el río Dordoña.

## Historia
Saint André de Cubzac comercial aparece a partir de la creación de un mercado regional a finales de siglo XIII y, desde allí, la región prosperar, en particular con el comercio de sus vinos.

## Hermanamientos
Saint-André-de-Cubzac está hermanado con:
- Telgte (Renania del Norte-Westfalia, Alemania), desde 1999;
- Albatera (Alicante, España), desde 2004.